# Charlotte de Prusse (1831-1855)
Pour les articles homonymes, voir Charlotte de Prusse (homonymie).
La princesse Frédérique-Louise-Wilhelmine-Marianne-Charlotte de Prusse, née le 21 juin 1831 au château de Schönhausen, près de Berlin, et morte le 30 mars 1855 à Meiningen, est une princesse de la maison de Hohenzollern.

## Biographie
Petite-fille du roi Frédéric-Guillaume III de Prusse et de la reine Louise, nièce du roi Frédéric-Guillaume IV de Prusse, la princesse Charlotte de Prusse est la fille aînée du prince Albert de Prusse (1809-1872) et de la princesse Marianne d'Orange-Nassau (1810-1883). 
En 1850, quelques mois après le divorce de ses parents, elle épouse  à Charlottenbourg le prince Georges de Saxe-Meiningen, futur duc Georges II de Saxe-Meiningen-Hildburghausen. C'était un mariage d'amour et les fiançailles furent courtes. La princesse Marianne offre à sa fille une villa au bord du lac de Côme, renommée la villa Carlotta en son honneur. Le jeune ménage passe les cinq premières années à Berlin et à Potsdam, puis à Meiningen. Elle fut favorable au mariage morganatique de son père avec Rosalie von Rauch. Elle était douée de dons musicaux et eut comme professeur de musique Julius Stern. Elle composa notamment la marche du régiment de cuirassiers de la Garde, Geschwindmarsch N°55 et la marche turque Defilemarsch für türkische Musik N°162.
Son fils, Georges-Albert, meurt le 25 janvier 1855 et elle-même meurt en couches trois mois plus tard, laissant le prince de Saxe-Meiningen dans l'affliction, mais il épousera trois ans plus tard sa cousine, la princesse Théodora de Hohenlohe-Langenbourg (1839-1872), pour donner une mère à ses enfants.  
De l'union du prince Georges de Saxe-Meiningen et de Charlotte de Prusse sont issus :
- Bernard (1851-1928) qui épouse en 1878 sa cousine la princesse Charlotte de Prusse (1860-1919)
- Georges-Albert (1852-1855)
- Marie-Élisabeth (1853-1923), musicienne et compositrice
- Un fils mort à la naissance (1855)

La princesse de Saxe-Meiningen est enterrée au cimetière du parc à Meiningen.